# Vsauce
Vsauce is een YouTube-merk gecreëerd door onderwijzer/beroemdheid Michael Stevens met een aantal kanalen met als onderwerpen wetenschap, technologie en computerspellen. 
Het account Vsauce werd geregistreerd in 2007 maar werd pas actief in 2010. Aanvankelijk gingen de geuploade filmpjes over computerspellen en hadden deze verschillende presentatoren. In de loop der tijd ontstonden rubrieken als IMG!, waarin opvallende internetafbeeldingen werden besproken en getoond. Vanaf september 2012 worden uitsluitend wetenschappelijke onderwerpen behandeld en is oprichter Michael Stevens de enige presentator van het hoofdkanaal. In december 2010 werden de kanalen Vsauce2 en Vsauce3 geopend en in juli 2012 WeSauce. 

## Inhoud
Vsauce

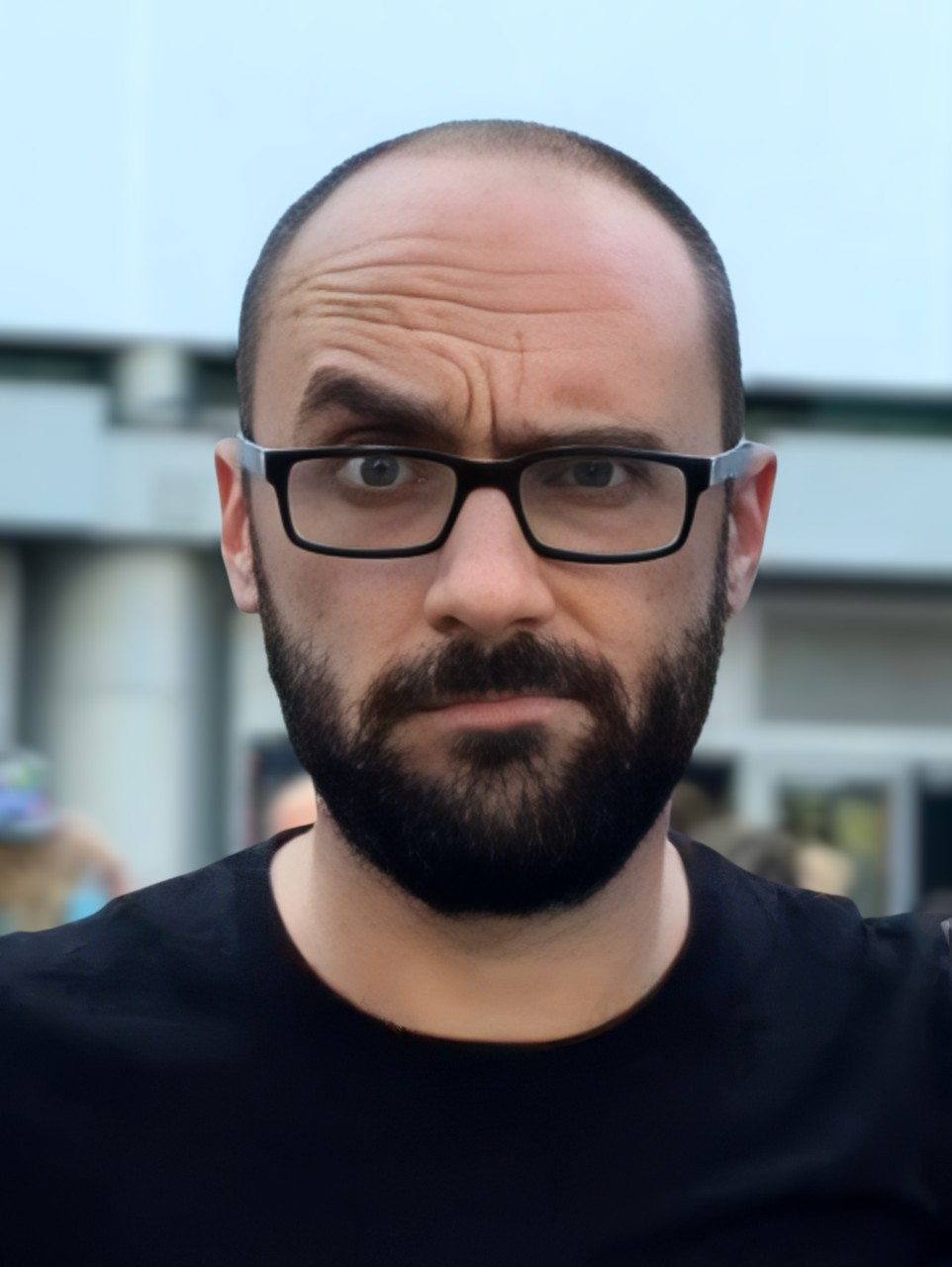
Michael Stevens, presentator van Vsauce

- DOT: beantwoordt vragen op een populair wetenschappelijke manier. Oorspronkelijk werden de onderwerpen afgesloten met een punt (Engels: dot), later is het onderwerp een vraag. Onderwerpen zijn bijvoorbeeld Is alles echt?, Zal er ooit een eind komen aan het maken van nieuwe muziek? en Hoe groot kan een mens worden?
- IMG!
- LÜT

Vsauce2
- MindBlow: nieuwe uitvindingen
- FAK (Facts And Knowledge)

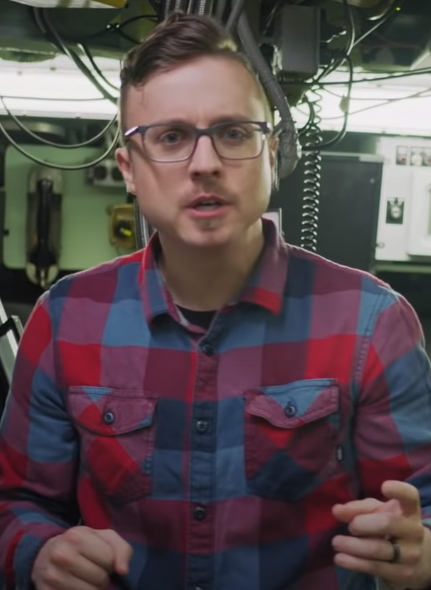
Kevin Lieber, presentator van Vsauce2

- BiDiPi (Build it, Draw it, Play it)
- 54321
- WAC (Weird Awesome Crazy)
- BOAT (Best Of All Time)
- LÜT

Vsauce3
- LÜT: over videospelmerchandise

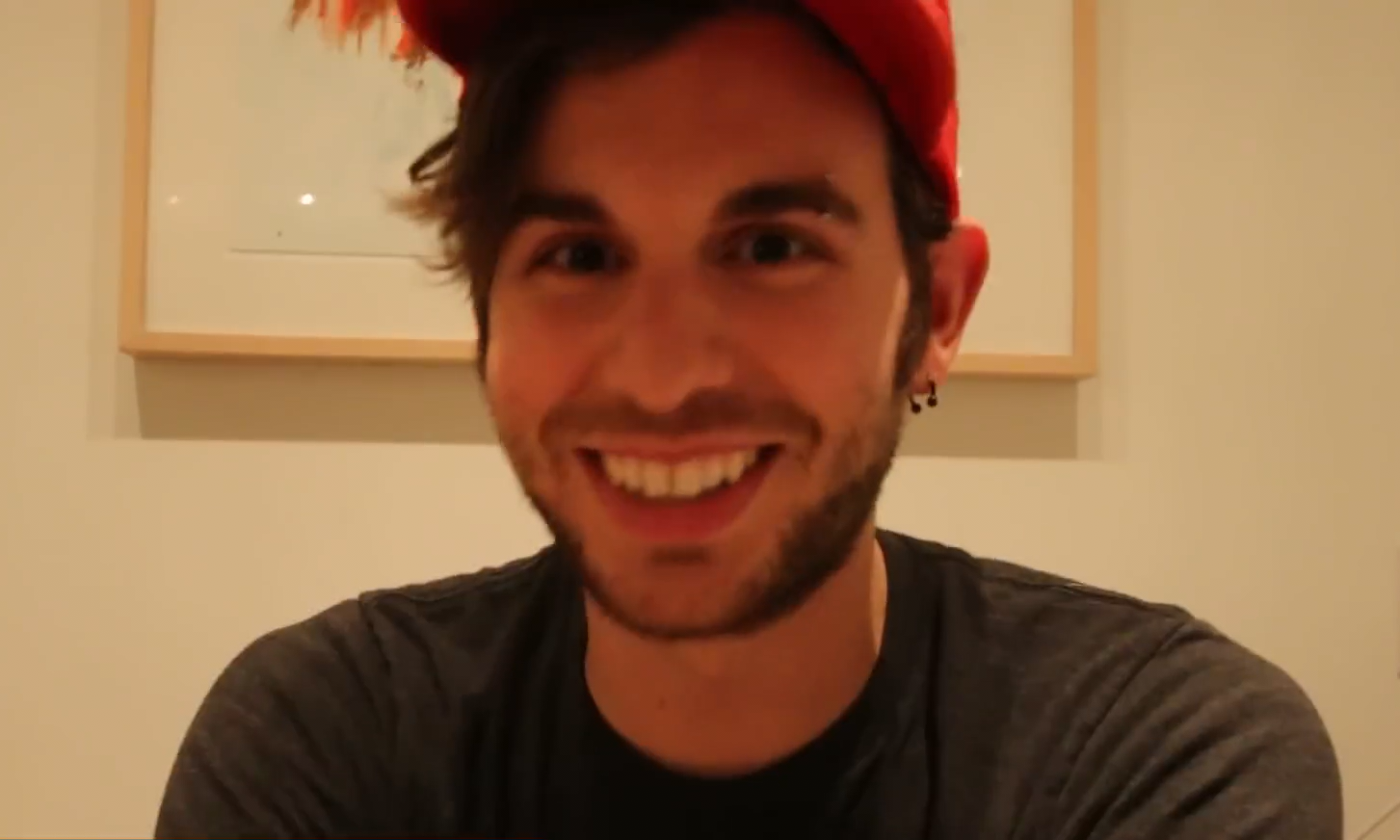
Jake Roper, presentator van Vsauce3

- DONG: afkorting van (Things to) Do Online Now Guys, een compilatie van interessante websites
- Could You Survive The Movies?

D!NG
- D!NG: Compilatie van interessante websites. Voorheen DONG.

## Statistieken
Statistieken van de kanalen op 21 januari 2017.
| Kanaal  | Abonnees   | Aantal maal bekeken | Sinds          | Ref.  |
| ------- | ---------- | ------------------- | -------------- | ----- |
| Vsauce  | 12.926.461 | 1.124.335.232       | zomer 2010     | [ 1 ] |
| Vsauce2 | 3.812.566  | 564.339.301         | 7 dec 2010     | [ 2 ] |
| Vsauce3 | 3.486.689  | 307.553.463         | september 2012 | [ 3 ] |
| WeSauce | 177.450    | 4.244.330           | 25 jul 2012    | [ 4 ] |
| D!NG    | 829.883    | 19.293.154          | 2 sep 2015     | [ 5 ] |
| Totaal  | 21.233.049 | 2.037.389.263       |                |       |

Statistieken van de kanalen op 14 mei 2019.
| Kanaal  | Abonnees   | Aantal maal bekeken | Sinds          | Ref.  |
| ------- | ---------- | ------------------- | -------------- | ----- |
| Vsauce  | 14.394.047 | 1.596.947.229       | zomer 2010     | [ 1 ] |
| Vsauce2 | 4.115.458  | 598.763.568         | 7 dec 2010     | [ 2 ] |
| Vsauce3 | 3.636.790  | 367.482.091         | september 2012 | [ 3 ] |
| WeSauce | 171.001    | 4.444.028           | 25 jul 2012    | [ 4 ] |
| D!NG    | 1.530.840  | 124.280.016         | 2 sep 2015     | [ 5 ] |
| Totaal  | 23.848.136 | 2.691.916.932       |                |       |